# سیارک ۱۸۶۵۳
سیارک ۱۸۶۵۳ (به انگلیسی: 18653 Christagunt، نامگذاری:1998FW15) هجده هزار و ششصد و پنجاه و سومین سیارک کشف شده‌است که در ۲۸ مارس ۱۹۹۸ کشف شد.
قدر مطلق سیارک برابر ۱۴.۱ است.